# Intellectual Property: SOI2
Albums de Ras Kass
Lyrical Hiphop Is Dead
(2016)
Intellectual Property: SOI2 est le cinquième album studio de Ras Kass, sorti le 9 septembre 2016.

## Liste des titres
| No  | Titre                                                                             | Durée |
| --- | --------------------------------------------------------------------------------- | ----- |
| 1.  | This Is Your Life (Intro)                                                         | 0:18  |
| 2.  | And Then...                                                                       | 5:06  |
| 3.  | BARdom (featuring KRS One)                                                        | 5:03  |
| 4.  | Bishop                                                                            | 3:30  |
| 5.  | Constant Elevation (featuring RZA – Produit par DJ Lethal)                        | 3:21  |
| 6.  | Trade Places (featuring Dina Rae)                                                 | 3:16  |
| 7.  | Hood on Ice                                                                       | 4:23  |
| 8.  | Lose It All (featuring Bun B)                                                     | 4:08  |
| 9.  | What Would Jesus Do (Skit)                                                        | 0:33  |
| 10. | #WWJD (featuring Delorean)                                                        | 3:39  |
| 11. | Extraordinary Vets (featuring El Gant et Shabaam Sahdeeq – Produit par Snowgoons) | 3:42  |
| 12. | Fettucine Capone Reminsces                                                        | 1:25  |
| 13. | PayPal the Feature (featuring General Steele et Sean Price)                       | 3:05  |
| 14. | Kanye Moment                                                                      | 4:04  |
| 15. | Downward Spiral (featuring Bumpy Knuckles et Onyx)                                | 3:40  |
| 16. | Talk Greazy (featuring A-F-R-O)                                                   | 3:26  |
| 17. | End of the World (featuring Killah Priest)                                        | 2:51  |
| 18. | Promisedland (Produit par Statik Selektah)                                        | 3:31  |
| 19. | Beautiful Mind (featuring Teedra Moses)                                           | 3:42  |
| 20. | Reverse Engineering (featuring Torae et O.C.)                                     | 5:54  |
| 21. | Sunny Daze (Skit)                                                                 | 0:27  |
| 22. | In the Moment (Produit par Apollo Brown)                                          | 3:34  |